# Liste der Stolpersteine in Lampertheim
Die Liste der Stolpersteine in Lampertheim enthält die Stolpersteine, die im Rahmen des gleichnamigen Kunst-Projekts von Gunter Demnig in Lampertheim verlegt wurden. Mit ihnen soll an die Opfer des Nationalsozialismus erinnert werden, die in Lampertheim lebten und wirkten.

## Liste der Stolpersteine
| Adresse                                               | Verlege- datum | Person, Inschrift | Bild                                   | Anmerkung |
| ----------------------------------------------------- | -------------- | --- | -------------------------------------- | --- |
| Alte Viernheimer Straße 19 ·                          | 5. Feb. 2023   | Hier wohnte Albert Hochstädter Jg. 1872 deportiert 1940 Gurs ermordet 1.7.1941                                                                                      |                                        | |
| Alte Viernheimer Straße 19 ·                          | 5. Feb. 2023   | Hier wohnte Luise Kiefer geb. Emrich Jg. 1877 Flucht 1938 Südafrika                                                                                                 |                                        | |
| Alte Viernheimer Straße 19 ·                          | 5. Feb. 2023   | Hier wohnte Emma Kiefer verh. Goldberg Jg. 1896 Flucht 1939 USA |                                        | |
| Alte Viernheimer Straße 19 ·                          | 5. Feb. 2023   | Hier wohnte Martha Arbinger geb. Kiefer Jg. 1901 deportiert Theresienstadt befreit                                                                                  |                                        | |
| Alte Viernheimer Straße 19 ·                          | 5. Feb. 2023   | Hier wohnte Henriette 'Henny' Kiefer verh. Wenk Jg. 1911 deportiert 1940 Gurs mit Hilfe überlebt                                                                    |                                        | |
| Alte Viernheimer Straße 19 ·                          | 5. Feb. 2023   | Hier wohnte Kurt Friedrich Kiefer Jg. 1916 Flucht 1936 Südafrika |                                        | |
| Domgasse / Ecke Römerstraße ·                         | 6. Sep. 2016   | Hier wohnte Nathan Mann Jg. 1872 ‘Schutzhaft’ 1938 Buchenwald deportiert 1940 Gurs interniert Drancy 1944 Auschwitz ermordet                                        | Stolperstein für Nathan Mann           | |
| Domgasse / Ecke Römerstraße ·                         | 6. Sep. 2016   | Hier wohnte Blandine Mann geb. Mann Jg. 1879 deportiert 1940 Gurs interniert Drancy Auschwitz ermordet 15.3.1944                                                    | Stolperstein für Blandine Mann         | |
| Domgasse / Ecke Römerstraße ·                         | 6. Sep. 2016   | Hier wohnte Siegbert Mann Jg. 1904 deportiert 1942 Auschwitz ermordet 15.3.1944                                                                                     | Stolperstein für Siegbert Mann         | |
| Domgasse / Ecke Römerstraße ·                         | 6. Sep. 2016   | Hier wohnte Betty Mann verh. Wallenstein Jg. 1906 Flucht 1939 USA                                                                                                   | Stolperstein für Betty Mann            | |
| Domgasse / Ecke Römerstraße ·                         | 6. Sep. 2016   | Hier wohnte Johanna Mann verh. Durlacher Jg. 1907 deportiert 1940 Gurs Schicksal unbekannt                                                                          | Stolperstein für Johanna Mann          | |
| Domgasse / Ecke Römerstraße ·                         | 6. Sep. 2016   | Hier wohnte Ella Mann Jg. 1909 Flucht 1937 USA | Stolperstein für Ella Mann             | |
| Domgasse / Ecke Römerstraße ·                         | 6. Sep. 2016   | Hier wohnte Franz Mann Jg. 1911 Flucht USA | Stolperstein für Franz Mann            | |
| Domgasse / Ecke Römerstraße ·                         | 6. Sep. 2016   | Hier wohnte Sidonie Mann geb. Mayer Jg. 1917 Flucht USA | Stolperstein für Sidonie Mann          | |
| Ernst-Ludwig-Straße 16a ·                             | 10. Nov. 2017  | Hier wohnte Ferdinand Guggenheim Jg. 1870 deportiert 1940 Gurs befreit                                                                                              | Stolperstein für Ferdinand Guggenheim  | |
| Ernst-Ludwig-Straße 16a ·                             | 10. Nov. 2017  | Hier wohnte Friedrich Kirchheimer Jg. 1899 ‘Schutzhaft’ 1938 Buchenwald deportiert 1940 Gurs interniert Drancy 1942 Auschwitz ermordet 31.8.1942                    | Stolperstein für Friedrich Kirchheimer | |
| Ernst-Ludwig-Straße 16a ·                             | 10. Nov. 2017  | Hier wohnte Ernst Simon Kirchheimer Jg. 1932 deportiert 1940 Gurs interniert Rivesaltes 1941 Kinderhilfswerk Ose versteckt in Kinderheimen Fluchthilfe 1943 Schweiz | Stolperstein für Ernst Kirchheimer     | |
| Ernst-Ludwig-Straße 16a ·                             | 10. Nov. 2017  | Hier wohnte Lina Lisa Kirchheimer geb. Guggenheim Jg. 1901 deportiert 1940 Gurs interniert Drancy 1942 Auschwitz ermordet 31.8.1942                                 | Stolperstein für Lina Kirchheimer      | |
| Kaiserstraße 19 ·                                     | 9. Sep. 2021   | Hier wohnte Jakob Althausen Jg. 1884 deportiert 1940 Gurs befreit/überlebt                                                                                          |                                        | |
| Kaiserstraße 19 ·                                     | 9. Sep. 2021   | Hier wohnte Priwa Althausen geb. Sandbrand Jg. 1887 deportiert 1940 Gurs befreit/überlebt                                                                           |                                        | |
| Kaiserstraße 19 ·                                     | 9. Sep. 2021   | Hier wohnte Kurt Max Levi Jg. 1904 deportiert 1940 Gurs ermordet 1943 Majdanek                                                                                      |                                        | |
| Kaiserstraße 19 ·                                     | 9. Sep. 2021   | Hier wohnte Cäcilia Althausen verh. Levi Jg. 1911 deportiert 1940 Gurs befreit/überlebt                                                                             |                                        | |
| Kaiserstraße 19 ·                                     | 9. Sep. 2021   | Hier wohnte Alexander Althausen Jg. 1912 Flucht Holland Belgien/Frankreich interniert Gurs Flucht 1943 Spanien Palästina überlebt                                   |                                        | |
| Kaiserstraße 19 ·                                     | 9. Sep. 2021   | Hier wohnte Oskar Althausen Jg. 1919 deportiert 1940 Gurs Flucht 1943 Spanien Palästina überlebt                                                                    |                                        | |
| Kaiserstraße 19 ·                                     | 9. Sep. 2021   | Hier wohnte Helene Althausen verh. Stern Jg. 1922 Kindertransport 1939 Palästina überlebt                                                                           |                                        | |
| Kaiserstraße 19 ·                                     | 9. Sep. 2021   | Hier wohnte Edith Althausen verh. Trattner Jg. 1930 deportiert 1940 Gurs befreit/überlebt                                                                           |                                        | |
| Kaiserstraße 34 ·                                     | 14. Mai 2024   | Hier arbeitete Jettchen May geb. Schwab Jg. 1850 unfreiwillig verzogen 1938 Mannheim tot 29. März 1940                                                              |                                        | |
| Kaiserstraße 34 ·                                     | 14. Mai 2024   | Hier arbeitete Josef May Jg. 1878 'Schutzhaft' 1938 KZ Buchenwald ermordet 18.11.1938                                                                               |                                        | |
| Kaiserstraße 34 ·                                     | 14. Mai 2024   | Hier wohnte Ludwig May Jg. 1886 unfreiwillig verzogen 1938 Mannheim Flucht 1939 Chile                                                                               |                                        | |
| Kaiserstraße 34 ·                                     | 14. Mai 2024   | Hier wohnte Ida May geb. Roos Jg. 1897 unfreiwillig verzogen 1938 Mannheim Flucht 1939 Chile                                                                        |                                        | |
| Kaiserstraße 34 ·                                     | 14. Mai 2024   | Hier wohnte Erna Lisette May Jg. 1912 Flucht 1936 USA |                                        | |
| Kaiserstraße 34 ·                                     | 14. Mai 2024   | Hier wohnte Lore May Jg. 1920 Flucht 1938 USA |                                        | |
| Kaiserstraße 34 ·                                     | 14. Mai 2024   | Hier wohnte Werner May Jg. 1926 unfreiwillig verzogen 1938 Mannheim Flucht 1939 Chile                                                                               |                                        | |
| Kaiserstraße 34 ·                                     | 14. Mai 2024   | Hier wohnte Simon Roos Jg. 1865 unfreiwillig verzogen 1938 Mannheim deportiert 1940 Gurs ermordet 16.2.1941                                                         |                                        | |
| Kaiserstraße 34 ·                                     | 14. Mai 2024   | Hier wohnte Frieda Roos Jg. 1905 unfreiwillig verzogen 1938 Mannheim deportiert 1940 Gurs ermordet                                                                  |                                        | |
| Martin-Kärcher-Straße 47 ·                            | 9. Feb. 2022   | Hier wohnte Moritz Hochstädter Jg. 1882 Flucht 1936 Südafrika |                                        | |
| Martin-Kärcher-Straße 47 ·                            | 9. Feb. 2022   | Hier wohnte Anna Hochstädter geb. Heinsfurter Jg. 1887 Flucht 1936 Südafrika                                                                                        |                                        | |
| Martin-Kärcher-Straße 47 ·                            | 9. Feb. 2022   | Hier wohnte Helene Hochstädter Jg. 1912 Flucht 1934 USA |                                        | |
| Martin-Kärcher-Straße 47 ·                            | 9. Feb. 2022   | Hier wohnte Margarete Hochstädter Jg. 1917 Flucht 1936 Südafrika |                                        | |
| Römerstraße 76-78 ·                                   | 6. Sep. 2016   | Hier wohnte Götz Israel Jg. 1856 gedemütigt / entrechtet tot 1.8.1935                                                                                               | Stolperstein für Götz Israel           | |
| Römerstraße 76-78 ·                                   | 6. Sep. 2016   | Hier wohnte Ludwig Süß Jg. 1875 deportiert 1942 Theresienstadt 1944 Auschwitz ermordet                                                                              | Stolperstein für Ludwig Süß            | |
| Römerstraße 76-78 ·                                   | 6. Sep. 2016   | Hier wohnte Else Süß geb. Israel Jg. 1890 gedemütigt / entrechtet tot 23.10.1936 Krankenhaus Frankfurt/M.                                                           | Stolperstein für Else Süß              | |
| Römerstraße 76-78 ·                                   | 6. Sep. 2016   | Hier wohnte Ruth Süß Jg. 1920 deportiert 1940 Gurs interniert Drancy 1942 Auschwitz ermordet                                                                        | Stolperstein für Ruth Süß              | |
| Römerstraße 76-78 ·                                   | 6. Sep. 2016   | Hier wohnte Dietmar Süß Jg. 1922 Flucht 1939 England | Stolperstein für Dietmar Süß           | |
| Römerstraße 98 ·                                      | 23. Nov. 2007  | Hier wohnte Pater Alfred Delp Jg. 1907 verhaftet 28.7.1944 im Widerstand ‘Kreisauer Kreis’ hingerichtet 2.2.1945 Berlin-Plötzensee                                  | Stolperstein für Alfred Delp           | Der Stolperstein wurde anlässlich des 100. Geburtstags von Alfred Delp verlegt; dort befindet sich auch eine Erinnerungstafel. Der Ort wird auch zum Gedenken an den Todestag des Lampertheimer Ehrenbürgers genutzt. |
| Wilhelmstraße 46 ·                                    | 20. Feb. 2014  | Hier wohnte Julius Bär Jg. 1907 unfreiwillig verzogen 1938 Frankfurt Schicksal unbekannt                                                                            | Stolperstein für Julius Bär            | |
| Wilhelmstraße 46 ·                                    | 20. Feb. 2014  | Hier wohnte Max Bär Jg. 1898 unfreiwillig verzogen 1938 Frankfurt Flucht England überlebt                                                                           | Stolperstein für Max Bär               | |
| Wilhelmstraße 46 ·                                    | 20. Feb. 2014  | Hier wohnte Selma Bär geb. Mayer Jg. 1904 unfreiwillig verzogen 1938 Frankfurt deportiert 1941 Minsk ermordet                                                       | Stolperstein für Selma Bär             | |
| Wilhelmstraße 46 ·                                    | 20. Feb. 2014  | Hier wohnte Inge Bär Jg. 1933 unfreiwillig verzogen 1938 Frankfurt deportiert 1941 Minsk ermordet                                                                   | Stolperstein für Inge Bär              | |
| Wilhelmstraße 46 ·                                    | 20. Feb. 2014  | Hier wohnte Edgar Bär Jg. 1931 unfreiwillig verzogen 1938 Frankfurt Schicksal unbekannt                                                                             | Stolperstein für Edgar Bär             | |
| Wilhelmstraße 46 ·                                    | 20. Feb. 2014  | Hier wohnte Herta Helene Behr Jg. 1922 unfreiwillig verzogen 1938 Frankfurt deportiert 1942 ermordet im besetzten Polen                                             | Stolperstein für Herta Helene Bär      | |
| Wilhelmstraße 67 ·                                    | 6. Feb. 2020   | Hier wohnte Bertha Frank geb. Süss Jg. 1878 deportiert 1942 ermordet im besetzten Polen                                                                             | Stolperstein für Bertha Frank          | |
| Wilhelmstraße 67 ·                                    | 6. Feb. 2020   | Hier wohnte Sally Frank Jg. 1909 Flucht 1938 Frankreich interniert Drancy deportiert 1943 ermordet in Auschwitz                                                     | Stolperstein für Sally Frank           | |
| Wilhelmstraße 67 ·                                    | 6. Feb. 2020   | Hier wohnte Erika Imgard Frank Jg. 1904 verhaftet 1936 sog. Rassenschande 1940 Ravensbrück ‘verlegt’ 23.3.1942 Bernburg ermordet 23.3.1942                          | Stolperstein für Erika Frank           | |
| Wilhelmstraße 67 ·                                    | 6. Feb. 2020   | Hier wohnte Werner Frank Jg. 1929 unfreiwillig verzogen 1943 Berlin deportiert 1943 ermordet in Auschwitz                                                           | Stolperstein für Werner Frank          | |
| Wilhelmstraße 67 ·                                    | 6. Feb. 2020   | Hier wohnte Hans Frank Jg. 1932 seit der Geburt verschiedene Kinderheime 1938 israelitisches Waisenhaus Dinslaken adoptiert mit Fluchthilfe USA                     | Stolperstein für Hans Frank            | |
| Wilhelmstraße 70 (auf der Rückseite des Parkhauses) · | 27. Okt. 2018  | Römerstraße 97 wohnte Ferdinand Ullmann Jg. 1875 deportiert 1940 Gurs interniert Drancy 1942 Auschwitz ermordet                                                     |                                        | |
| Wilhelmstraße 70 (auf der Rückseite des Parkhauses) · | 27. Okt. 2018  | Römerstraße 97 wohnte Hilda Ullmann geb. May Jg. 1885 deportiert 1940 Gurs interniert Drancy 1942 Auschwitz ermordet                                                |                                        | |
| Wilhelmstraße 70 (auf der Rückseite des Parkhauses) · | 27. Okt. 2018  | Römerstraße 97 wohnte Hans Ullmann Jg. 1919 Flucht 1937 USA |                                        | |
| Wilhelmstraße 70 (auf der Rückseite des Parkhauses) · | 27. Okt. 2018  | Römerstraße 97 wohnte Fritz Ullmann Jg. 1921 deportiert 1940 Gurs interniert Drancy 1942 Auschwitz ermordet                                                         |                                        | |
| Wilhelmstraße 70 (auf der Rückseite des Parkhauses) · | 27. Okt. 2018  | Römerstraße 97 wohnte Jonas Meyer Jg. 1862 gedemütigt/entrechtet tot 11.5.1935                                                                                      |                                        | |
| Wilhelmstraße 70 (auf der Rückseite des Parkhauses) · | 27. Okt. 2018  | Römerstraße 97 wohnte Fanny Meyer geb. Wolff Jg. 1870 unfreiwillig verzogen 1935 Würzburg mit Hilfe überlebt                                                        |                                        | |
| Wilhelmstraße 70 (auf der Rückseite des Parkhauses) · | 27. Okt. 2018  | Römerstraße 97 wohnte Else Meyer verh. Sichel Jg. 1895 mit Hilfe überlebt                                                                                           |                                        | |
| Wilhelmstraße 70 (auf der Rückseite des Parkhauses) · | 27. Okt. 2018  | Römerstraße 97 wohnte Hedwig Meyer verh. Sichel Jg. 1900 Schicksal unbekannt                                                                                        |                                        | |
| Wilhelmstraße 70 (auf der Rückseite des Parkhauses) · | 27. Okt. 2018  | Römerstraße 97 wohnte Ida Meyer verh. Sonn Jg. 1906 mit Hilfe überlebt                                                                                              |                                        | |